# Szárazd, Tolna
Szárazd  este un sat în districtul Tamás, județul Tolna, Ungaria, având o populație de 241 de locuitori (2011). 

## Demografie
Componența etnică a satului Szárazd
     Maghiari (81,31%)
     Germani (14,88%)
     Romi (3,81%)
Componența confesională a satului Szárazd
     Romano-catolici (40,66%)
     Luterani (21,16%)
     Fără religie (19,92%)
     Reformați (8,71%)
     Necunoscută (9,54%)
     Alte religii (1,24%)
Conform recensământului din 2011, satul Szárazd avea 241 de locuitori. Din punct de vedere etnic, majoritatea locuitorilor (81,31%) erau maghiari, existând și minorități de germani (14,88%) și romi (3,81%). Nu există o religie majoritară, locuitorii fiind romano-catolici (40,66%), luterani (21,16%), persoane fără religie (19,92%) și reformați (8,71%). Pentru 9,54% din locuitori nu este cunoscută apartenența confesională.